# Authorized Personnel Only
Authorized Personnel Only (APO), este o ramură secretă din cadrul CIA în serialul de televiziune american Alias. Această divizie a fost formată la începutul sezonului 4 și își are sediul sub sistemul de metrou din Los Angeles.

## Conducători și istorie
Primul ei director a fost Arvin Sloane, care a dat și numele organizației ca o glumă, deoarece intrarea principală în sediul APO era în spatele unei uși destinate numai personalului autorizat, care se ocupa cu întreținerea metroului din Los Angeles. CIA-ul, fiind îngrijorat din cauza cercetărilor publice tot mai ridicate care îi împiedică să-și facă treaba cum trebuie, îi cere lui Sloane să formeze o ramură secretă. Aceasta va fi guvernată de legile Statelor Unite, dar nu va fi împiedicată de lanțul birocratic de comandă. Sloane a fost ales datorită experienței lui în conducerea SD-6-ului, care s-a dat drept CIA cu mult succes pentru mulți ani. Toți membrii inițiali ai APO au fost aleși de către Sloane, și pentru a menține acoperirea organizației APO ca o unitate care oficial nu există, toți membrii din celelalte sezoane au demisionat de la CIA în diferite circumstanțe. 
Deși organizația a fost înființată de către Sloane, APO răspundea în ultimă instanță directorului CIA, Hayden Chase. La sfârșitul sezonului 4, Sloane a fost destituit din funcția sa și înlocuit de Jack Bristow, care și-a păstrat funcția și în sezonul 5. Sloane s-a reîntors, mai târziu, la APO ca director adjunct, deși colegii lui de muncă nu știau că era un agent dublu pentru Prophet Five, o organizație criminală, care, de asemenea, se dădea drept CIA pentru a face rost de recruți. Lui Sloane i-a fost îngăduit să revină la APO pentru a se folosi de resurse orgnizației în vederea obținerii unui antidot pentru Nadia Santos, fiica lui, în urma evenimentelor din finalul sezonului 4.

## Personal
Primii agenți recrutați de Sloane și numele lor de cod sunt: 
- Jack Bristow - Raptor
- Sydney Bristow - Phoenix
- Michael Vaughn - Shotgun
- Marcus Dixon - Outrigger

Nadia Santos (Evergreen) s-a alăturat echipei APO puțin mai târziu, la cererea tatălui ei. Marshall Flinkman (Merlin) a fost recrutat pentru a oferi suport tehnic. Eric Weiss a devenit, de asemenea, membru după ce s-a întâlnit cu Sydney și cu Vaughn în timpul unei misiuni APO. 
În sezonul 5, echipei APO i s-a alăturat doi noi membri, ca urmare a morții aparente a lui Michael Vaughn, a trasferului lui Eric Weiss la Washington D.C. și a spitalizării Nadiei pentru boala ei. Thomas Grace (Sidewinder) a fost recrutat de la o altă divizie CIA, în timp ce Rachel Gibson (Oracle) era o fostă agentă a organizației criminale The Shed, care credea că lucrează pentru CIA, în timp ce lucra pentru Gordon Dean.
Către finalul serialului, numeroase schimbări au survenit la APO. Arvin Sloane a fost destituit din funcția de director și înlocuit cu Jack Bristow. În timp ce scopul lui Sloane începea să se aproprie de îndeplinire, implicând agenți dubli chiar din interiorul CIA-ului, Bristow a început să ascundă informații de privirile CIA-ului. 
În finalul serialului, sediul APO a fost distrus de o bombă plantată de către Julian Sark într-un metrou, din ordinele lui Sloane. APO și stațiile de metrou au fost evacuate, dar agentul Thomas Grace a murit în explozie. Serialul se termină cu o secvență din viitor, în care Vaughn i se adresează lui Marcus Dixon cu "Domnule Director", dar nu este indicat dacă APO mai există și în viitor. 